# Оппідо-Мамертіна
Оппідо-Мамертіна (італ. Oppido Mamertina, сиц. Oppitu) — муніципалітет в Італії, у регіоні Калабрія,  метрополійне місто Реджо-Калабрія‎.
Оппідо-Мамертіна розташоване на відстані близько 500 км на південний схід від Рима, 90 км на південний захід від Катандзаро, 35 км на північний схід від Реджо-Калабрії.
Населення — 5355 осіб (2014).
Щорічний фестиваль відбувається 25 березня. Покровитель — Santa Maria Annunziata.

## Демографія
Населення за роками:

Станом на 1 січня 2023 року в муніципалітеті офіційно проживало 136 іноземців з 21 країни, серед них 95 громадян країн Євросоюзу та 5 громадян України.

## Сусідні муніципалітети
- Козолето
- Платі
- Рицциконі
- Сан-Прокопіо
- Санта-Кристіна-д'Аспромонте
- Семінара
- Сінополі
- Тауріанова
- Вараподіо